# Brot-Plamboz
Brot-Plamboz é uma comuna da Suíça, situada no cantão de Neuchâtel. Tem 16,10 km² de área e sua população em 2018 foi estimada em 270 habitantes.